# ベイビー・アイ
「ベイビー・アイ」（Baby I）は、アメリカ合衆国の歌手アリアナ・グランデの楽曲。グランデのファーストアルバム『ユアーズ・トゥルーリー』の収録曲であり、同アルバムからのセカンドシングルとして2013年7月22日にリリースされた。

## 概要
アリアナ・グランデ曰く、楽曲のコンセプトは「誰かのことを愛しているのにそれを表す言葉が見つからないという曲」だと語っている。
全米シングルチャートBillboard Hot 100での最高位は21位。日本ではビルボードのJapan Hot 100で週間6位、年間38位を記録している。
日本のバイオリニスト、葉加瀬太郎との共演バージョンが、2014年8月6日に日本で配信され、発売初日に日本のiTunesトップソングで1位を獲得したほか、8月27日発売の『マイ・エヴリシング』日本盤のボーナス・トラックとして収録された。2015年にリリースされた葉加瀬のベストアルバム『葉加瀬太郎 25th Anniversary アルバム「DELUXE」～Best Duets～』にも収録されている。
シンガーソングライターのMACOが「好きなの、本当に」という邦題を付した日本語訳詞でカバーしている。

## タイアップ
- 『ザ!世界仰天ニュース』（日本テレビ） - 2014年1月度のエンディングで本作が使用された。
- 『Go-Go たまごっち!』（テレビ東京） - 葉加瀬との共演バージョンが、2014年10月からエンディングテーマに使用された[7]。なお、同作主題歌で使われた洋楽はこの曲のみである。